# Fußball in Kroatien

Logo des kroatischen Fußballverbandes

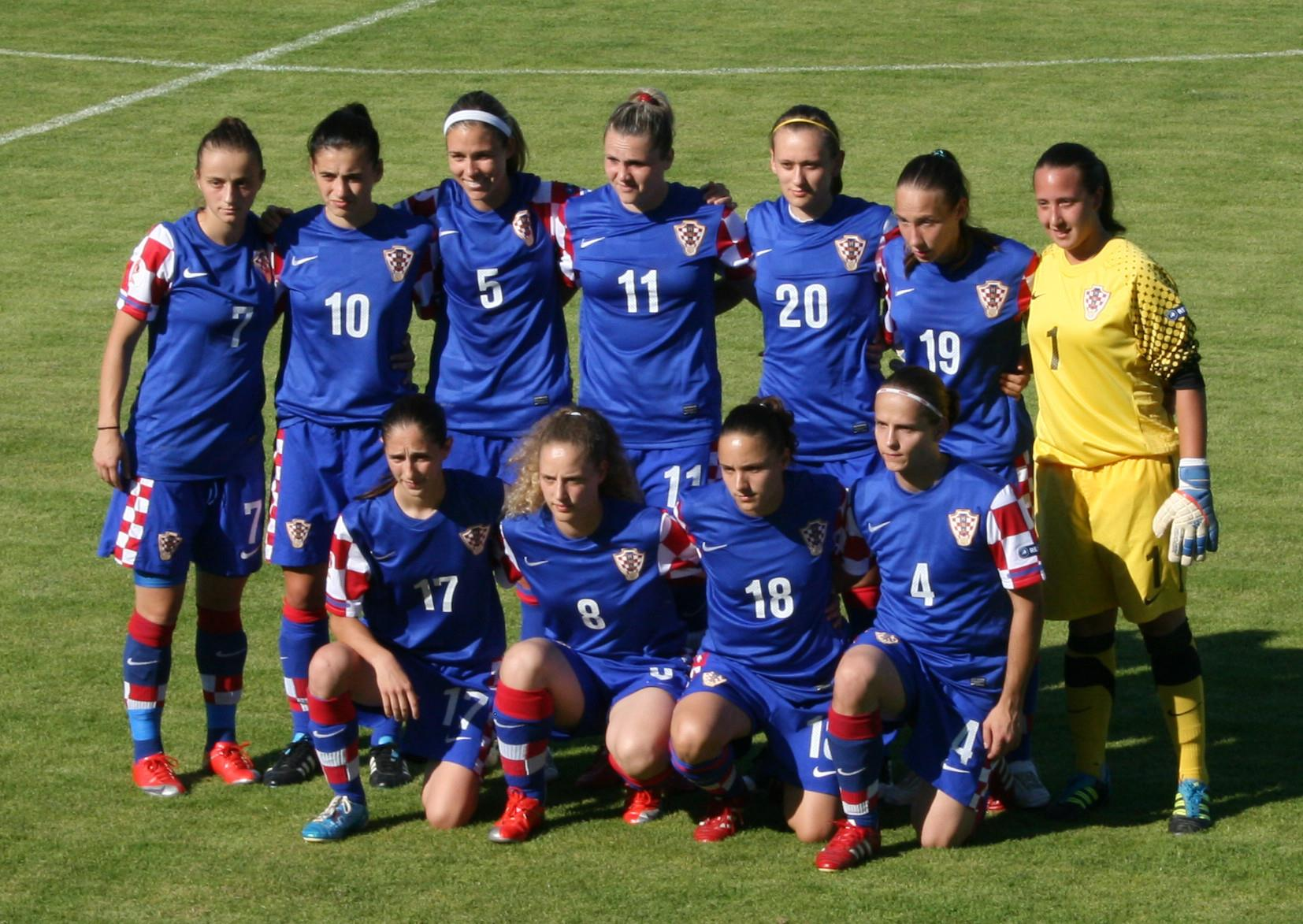
Kroatische Fußballnationalmannschaft der Frauen

Fußball wurde in Kroatien bereits 1873 von englischen Arbeitern in der Hafenstadt Rijeka gespielt. Die erste offizielle Begegnung wurde von englischen Matrosen in Zadar veranstaltet. In der Folgezeit begannen immer mehr kroatische Jugendliche unter der Anleitung von Engländern mit dem Fußballspiel. 
Die ersten Regeln auf Kroatisch wurden 1896 in Zagreb veröffentlicht, der erste Verein, der im Namen das Wort Fußball trug, war der Erste Fußball- und Sportverein Zagreb (Abk. kroatisch PNIŠK).
Die ersten großen internationalen Erfolge waren die Finalteilnahmen Dinamo Zagrebs im Messestädte-Pokal 1963 und 1967.

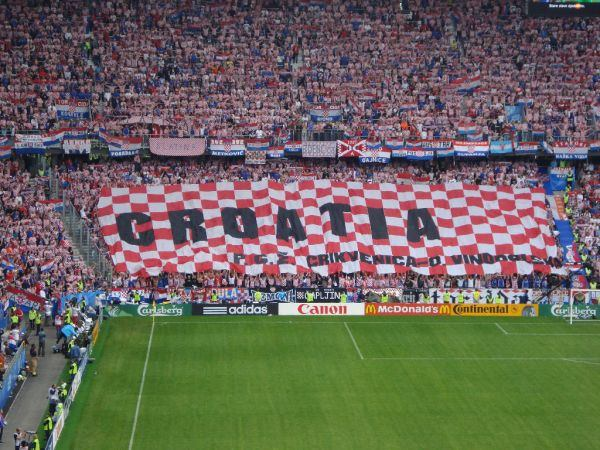
Choreographie der kroatischen Fans

Der kroatische Fußballverband besteht seit 1912.

## Nationale Ligen

### 1. HNL

Logo der 1. HNL

Die erste kroatische Fußballliga (1. HNL) entstand nach der Unabhängigkeit des Staates Kroatien im Jahr 1991. Zuvor gab es während des Zweiten Weltkrieges von 1941–1945 schon mal eine selbstständige Liga mit rein kroatischen Vereinen. Nach dieser Zeit spielten die kroatischen Klubs in der jugoslawischen Liga. Bis zum Ende der 1980er Jahre konnten die Vereine Hajduk Split und Dinamo Zagreb international beachtliche Erfolge verbuchen.
In der Spielzeit 1994/95 kam Hajduk Split bis in das Viertelfinale der Champions League, Dinamo Zagreb qualifizierte sich 1998/99, 1999/00 und 2011/2012 für die Gruppenphase der Champions League.
Die gegenwärtige Schwäche der kroatischen Vereine basiert auf mehreren Ursachen. Die relativ niedrige Zuschauerzahl bei einer Gesamtbevölkerung von 4,5 Millionen Einwohnern sorgt für vergleichsweise geringe Einnahmen durch Eintrittskartenverkauf und Sponsoren.
Dinamo Zagreb dominiert die nationale Liga seit 1991 und spielt die Meisterschaft meist gegen Hajduk Split aus, in den letzten Jahren zunehmend auch gegen Rijeka.
Daher sind die Klubs aus Kroatien gegenwärtig international nicht konkurrenzfähig. Eine Vielzahl der besten kroatischen Fußballspieler spielt in der deutschen Fußball-Bundesliga, in Spanien und in Italien. Seit der Saison 2013/14 umfasst die 1. HNL zehn Vereine.

### 2. HNL
Auch in der zweiten Liga wurde das Spielsystem häufig geändert. 
Seit der Saison 2006/07 gibt es eine eingleisige zweite Liga, die seit der Spielzeit 2012/13 aus 12 Vereinen besteht. Die drei Erstplatzierten steigen direkt in die erste Liga auf. Die vier letztplatzierten Mannschaften werden ersetzt durch die Meister der drei Staffeln der dritten Liga und einen Zweitplatzierten dieser Staffeln, der durch Relegationsspiele ermittelt wird.
In den Spielen der zweiten Liga müssen in der Startaufstellung mindestens zwei Spieler stehen, die maximal 22 Jahre alt sind. Pro Spiel dürfen maximal vier Ausländer eingesetzt werden.

### 3. HNL
Seit der Saison 2016/17 spielen 16 bzw. 18 Mannschaften in drei Staffeln insgesamt zwei Aufsteiger in die 2. Liga aus. Die letzten zwei Mannschaften jeder Staffel steigen ab.
In den Spielen der dritten Liga müssen in der Startaufstellung mindestens drei Spieler stehen, die maximal 22 Jahre alt sind.

### Übersicht über das Ligasystem
Seit der Saison 2006/17 gilt das folgende Ligasystem:
- Höchste Klasse:
  - 1. HNL (10 Mannschaften)
- Zweithöchste Klasse:
  - 2. HNL (12 Mannschaften)
- Dritthöchste Klasse:
  - 3. HNL Ost (16 Mannschaften)
  - 3. HNL West (16 Mannschaften)
  - 3. HNL Süd (18 Mannschaften)

### Lizenzierungsbedingungen
Im Jahre 2006 wurden die Lizenzbedingungen für die kroatischen Ligen vom Verband deutlich verschärft, indem sie an die UEFA-Regularien und Empfehlungen angepasst wurden.
Zu den derzeit geltenden Punkten zählen:
- Stadionausstattung
  - Minimale Zuschauerkapazität
1. Liga: 5000 Plätze, davon mindestens 3000 Sitzplätze, davon mindestens 1000 überdacht
2. Liga: 3000 Plätze, davon mindestens 1000 Sitzplätze, davon mindestens 300 überdacht
3. Liga: 1000 Plätze, davon mindestens 100 überdachte Sitzplätze
  - Flutlichtanlage
Beleuchtungsstärke mindestens 1200 Lux in der 1. Liga, empfohlen in der 2. Liga
  - Elektronische Anzeigentafel in der 1. Liga
  - Fahnenmasten
  - Spielfeldgröße
  - Förderung des Jugendfußballs
  - Infrastruktur und qualifiziertes Personal
  - Anzahl der Mannschaften und Spieler in offiziellen Wettbewerben des Verbandes
1. Liga: 5 Mannschaften und 120 Spieler
2. Liga: 5 Mannschaften und 100 Spieler
3. Liga: 4 Mannschaften und 80 Spieler
- Förderung des Frauenfußballs

## Nationalmannschaft
Die kroatische Nationalmannschaft gilt als stärkste der Nachfolgestaaten des ehemaligen Jugoslawiens, noch vor den Nationalmannschaften Serbiens und Sloweniens.
Kroatien war 1976 Gastgeber der Fußball-Europameisterschaft (als Teil Jugoslawiens).